# Vincent Bastide
Pour les articles homonymes, voir Bastide.
Vincent Bastide est un entrepreneur et homme d’affaires français nîmois. Il est président directeur général du groupe Bastide Médical.

## Biographie
Vincent Bastide a grandi dans une famille composée exclusivement de pharmaciens, son père, sa mère, son frère et sa sœur sont en effet Docteurs en Pharmacie, lui ayant préféré s’orienter vers le commerce, le marketing et le management. Diplômé de la section européenne de l’université d’Anvers campus de Toulouse, il commence sa carrière par un Volontaire Service National à Londres au sein de l’entreprise Hygiène Diffusion.
En 1995 il rejoint son père créateur de Bastide Le Confort Médical pour une mission de six mois (contrat initiative emploi) avec comme objectif la certification ISO 9000. Il prendra ensuite la direction de l’agence de Nîmes  berceau Historique du groupe afin de faire « ses armes » dans le domaine de la prestation de santé à domicile. Il prendra la direction des opérations en 2001.
Vincent Bastide accélère le développement du groupe en déployant un réseau de franchise national et près de 20 agences intégrées dans le domaine du maintien à domicile. il est nommé à la tête du groupe en 2005.
C’est aussi à partir de 2005 qu’il impulse un virage stratégique basé sur la création d’une offre globale de prise en charge médico-technique à domicile des personnes atteintes de maladies aiguës ou chroniques ou simplement en perte d’autonomie. Cette offre est basée sur la mise à disposition de plusieurs pôles dans les domaines de la perfusion, de la nutrition clinique, de l’assistance respiratoire, de l’insulinothérapie, des plaies complexes et du maintien à domicile.  Un comité scientifique et médical est créé en parallèle, composé de plusieurs médecins provenant de différentes spécialités (ORL, Cardiologie, pneumologie, neurologie…).
Depuis le début des années 2000, il oriente le groupe vers les prises en charge les plus techniques, en particulier l'assistance respiratoire, le diabète et la perfusion.
Vincent Bastide est nommé directeur général délégué en 2007. Il souhaite alors ouvrir le groupe vers une dimension internationale lui permettant d’être actuellement présent dans 8 pays sur 3 continents. L’acquisition de Bay Water en 2018 permet, par exemple, au groupe de devenir le leader du segment de l’assistance respiratoire au Royaume Uni.
Il devient président directeur général du groupe Bastide médical, succédant à son père Guy Bastide, et de ses filiales en juillet 2021.

## Partenariats
Au nom du groupe Bastide Médical, Vincent Bastide valide plusieurs partenariats sportifs ainsi que depuis 2015 plusieurs actions de mécénat,.
Il soutient ainsi le navigateur Kito de Pavant sur le Vendée Globe en 2016. Lors de cet événement une étude sur la gestion de la qualité du sommeil des navigateurs soumis à de fortes perturbations (gestion des quarts, stress, prise en charge d’événement imprévus…) a été mise en place.
Il est aussi partenaire de plusieurs tennismen comme Jérémy Chardy , Jo Wilfred Tsonga, Gilles Simon, Benjamin Bonzi ou encore Ugo Humbert.
Il porte son soutien à de nombreux clubs  et évènements sportifs de haut niveau de la région nîmoise : le club de football du Nîmes Olympique[9], le club de handball USAM, le Rugby Club de Nîmes , l’Open Sud de France de tennis à Montpellier.
En 2024, Vincent Bastide sera sponsor et surtout initiateur du retour aux Arènes de Nîmes du tennis international, par l’intermédiaire de l’organisation d’une étape de l’UTS tour .  Proposant un modèle novateur, ce tournoi sera ainsi baptisé le Bastide Médical UTS Nîmes